# Bengt Saltö

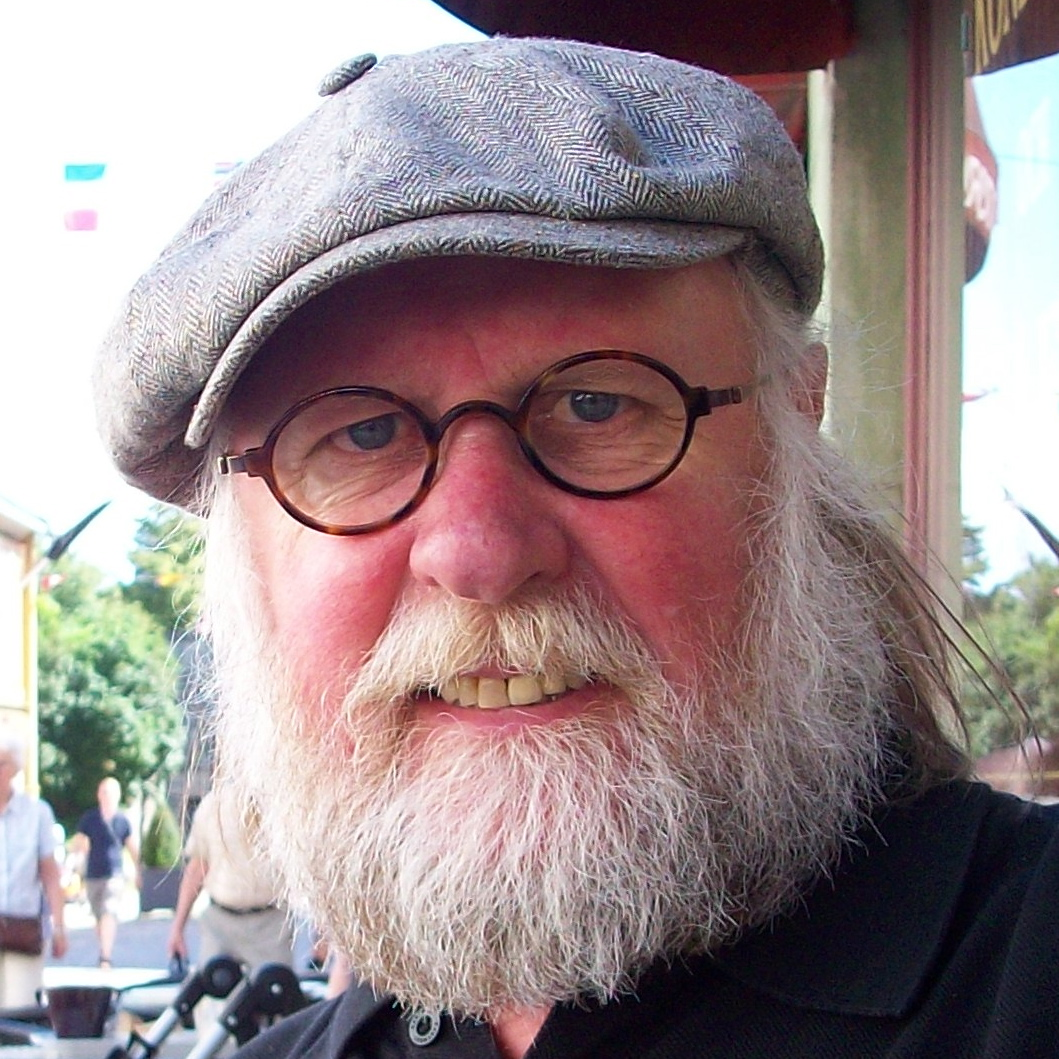
Beng Saltö år 2013

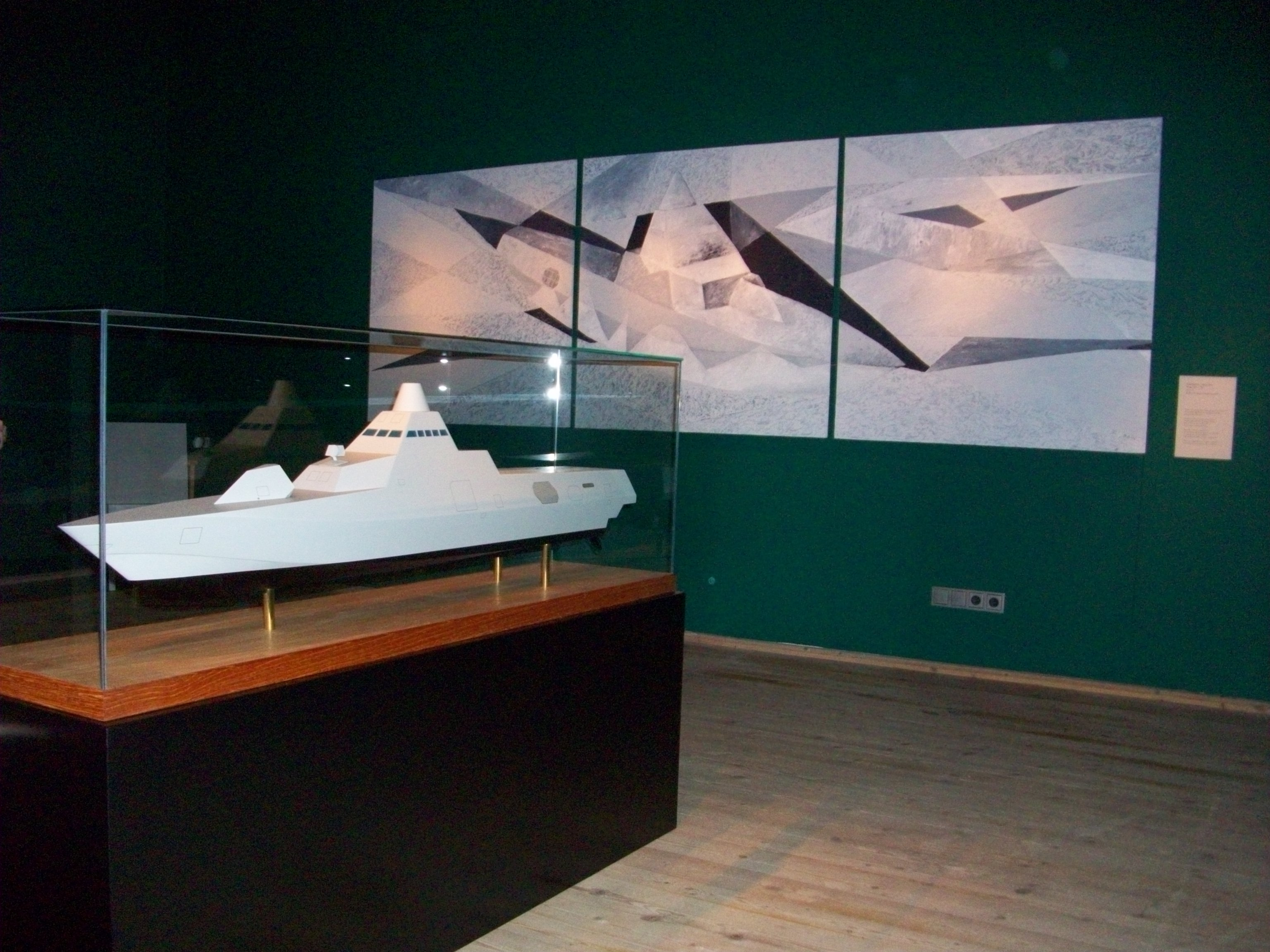
Kustkorvett i Marinmuseet

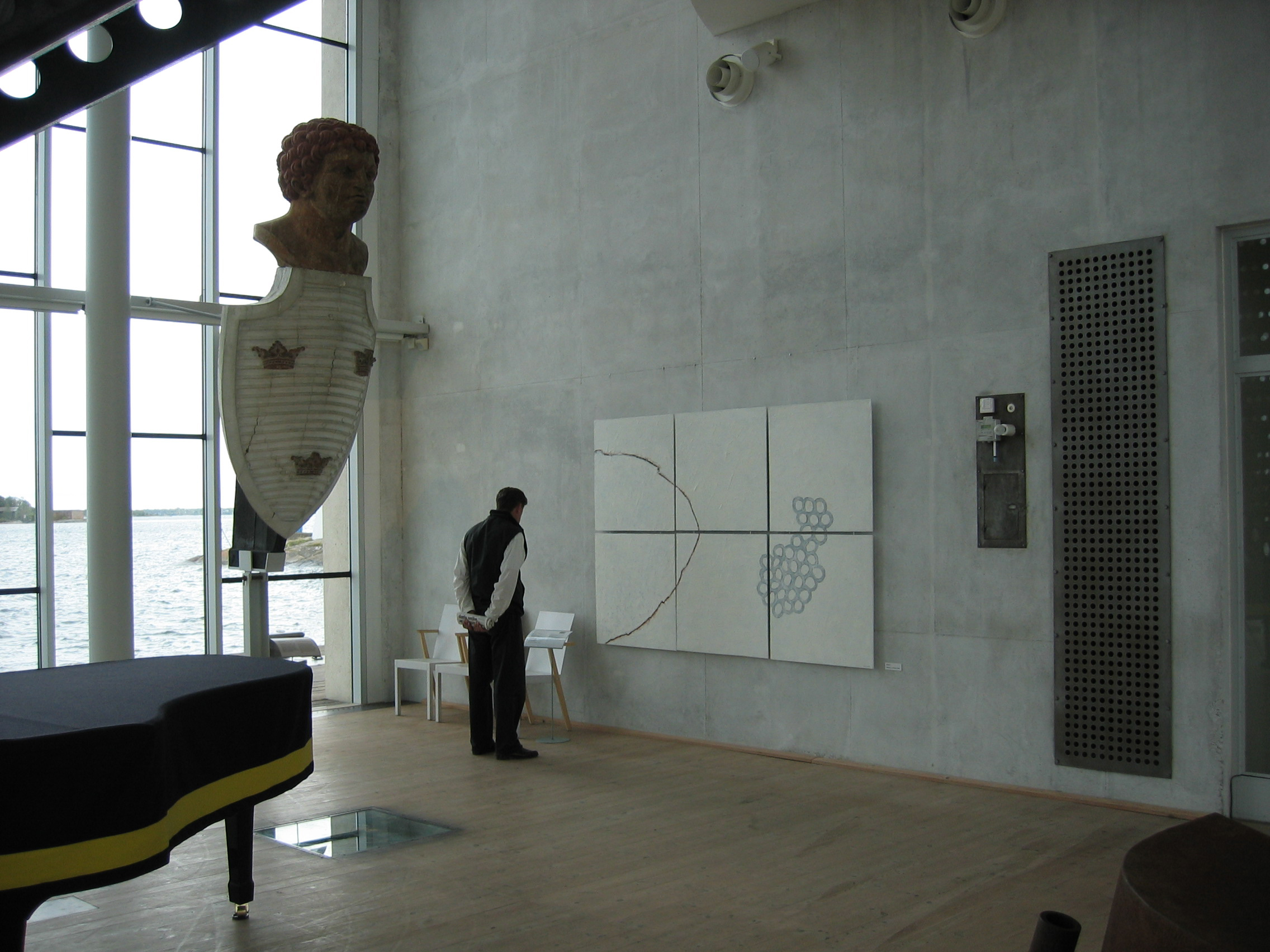
Bild i Marinmuseet

Bengt Göran Saltö, född 13 augusti 1947 i Karlskrona, är en svensk konstnär.
Bengt Saltö är representerad i flera regioner och kommuner i Sverige, Riksdagshuset i Stockholm, Statens konstråds bildarkiv  och Statens maritima museer, Blekinge museum, Svenska Kyrkan, mm. Han är även representerad på ett flertal museer utomlands, såsom statliga museet i Kaliningrad.